# Ricardo Maduro
Ricardo Rodolfo Maduro Joest (20 aprile 1946) è un politico honduregno.
È stato anche governatore della banca centrale honduregna dal 1990 al 1994. È stato Presidente dell'Honduras dal 2002 al 2006.